# Twee koffers
Twee koffers is een hoorspel naar het toneelstuk Les valises (1974) van Yves Navarre. Het werd in datzelfde jaar ook in hoorspelvorm door France Culture uitgezonden. Hélène Swildens vertaalde het en de TROS zond het uit op woensdag 13 oktober 1976, van 23:00 uur tot 23:52 uur. De regisseur was Harry Bronk.

## Rolbezetting
- Guus Hermus (hij)
- Bep Dekker (zij)

## Inhoud
Een man en een vrouw komen binnen in een huis. Beiden hebben een koffer bij zich. De man is de 55-jarige chirurg Antoine Dupérin, de vrouw is zijn 50-jarige echtgenote Elise. Het huis is eigendom van hun zoon Julien, een jonge auteur. Hij heeft hun verzocht daar te komen, met in hun koffer voorwerpen die hij op een lijstje heeft gezet. De koffers gaan open en de voorwerpen worden eruit genomen, waarmee zich het hele leven van het echtpaar aan ons openbaart. Elk voorwerp vertegenwoordigt een episode uit dat leven. Tegelijk horen we het gesprek tussen de man en de vrouw, die in feite nooit een echtpaar zijn geweest. Het wordt duidelijk dat deze man en vrouw volkomen naast elkaar leven. Tijdens deze dialoog zijn twee andere personen onzichtbaar aanwezig: Julien, hun zoon, maar ook de grootmoeder, de moeder van Antoine, die een grote rol gespeeld heeft in het stranden van dit huwelijk. Toch kan niet worden ontkend dat deze twee mensen elkaar liefhebben. De tragiek evenwel is dat deze twee wederzijdse liefdes nimmer samensmolten tot een huwelijksliefde…